# 心理学报
心理学报是由中国心理学会、中国科学院心理研究所、香港中文大学心理学系联合主办的中文心理學同行評審科學期刊。心理学报于1956年创刊，並由科学出版社出版。  1966年至1979年期間受文革影響，心理学报暫時停刊。 